# 阿索尔·富加德
阿索爾·富加德（Harold Athol Lanigan Fugard，1932年6月11日—2025年3月8日）是南非剧作家、小说家、演员和导演 ， 他寫了30多部戏剧，並且他反对南非種族隔離制度。他的母亲是阿非利卡人，父亲拥有爱尔兰、英国和法国胡格諾派血统。 他的小说被改编为電影黑帮暴徒，該電影于2005年获得奥斯卡金像奖。2011年，他获頒托尼奖终身成就奖。 